# História da fabricação de velas

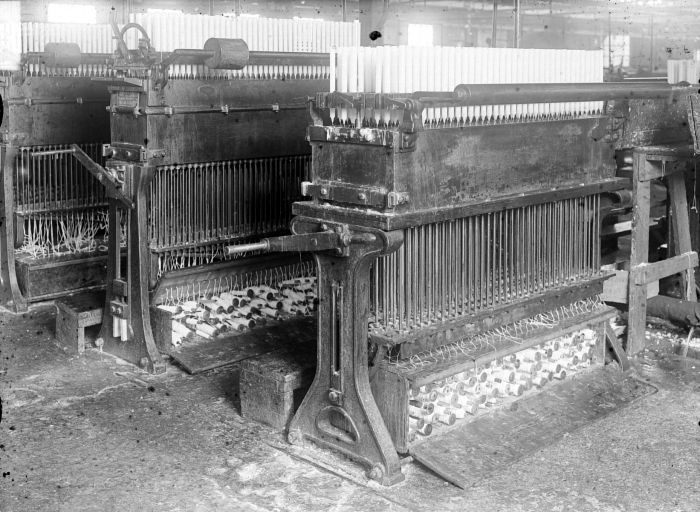
Máquina de moldagem de velas na Indonésia, c. de 1920.

A confecção de velas foi desenvolvida independentemente em muitos lugares ao longo da história.
As velas foram criadas pelos romanos a partir de 500 a.C. Estas eram verdadeiras velas imersas e feitas em sebo. Os primeiros registros de velas feitas de gordura de baleia na China remontam à dinastia Chin (221-206 a.C). Na Índia, a parafina da canela a ferver foi usada para a fabricação de velas nos templos.
Em partes da Europa, do Oriente Médio e da África, onde o óleo de lâmpada feito de azeitonas estava prontamente disponível, a confecção de velas permaneceu desconhecida até ao início da Idade Média. As velas eram feitas principalmente de sebo e cera de abelha em tempos antigos, e também eram feitas de espermacete, gorduras animais purificadas (estearina) e cera de parafina nos últimos séculos.

## Antiguidade
Os romanos foram os primeiros a fazer velas imersas em sebo, começando por volta de 500 a.C. Enquanto as lâmpadas de óleo eram a fonte de iluminação mais utilizada na Itália Romana, as velas eram comuns e regularmente fornecidas como presentes durante a Saturnália.
Qin Shihuang (259-210 a.C.) foi o primeiro imperador da dinastia chinesa Chin (221-206 a.C.). Seu mausoléu, que foi redescoberto na década de 1990, a vinte e duas milhas a leste de Xian, continha velas feitas de gordura de baleia. A palavra zhú (燭) em chinês originalmente significava tocha e poderia ter sido gradualmente definida como uma vela durante o período dos Reinos Combatentes (403-221 a.C.); alguns livros de madeira escavados daquela época apresentam uma estaca projetada para segurar velas.
Na Dinastia Han (202 a.C. - 220 d.C.) o dicionário Jizhupian de cerca de 40 a.C. sugere que as velas talvez fossem feitas de cera de abelhas, enquanto o Livro de Jin (compilado em 648) cobria a Dinastia Jin (265-420) e faz uma referência sólida à cera de abelha para fabricar velas, segundo seu estadista Zhou Yi (d. 322). Uma tigela de barro escavada do século IV d.C., localizada no Museu Luoyang, tem um buraco quase vazio onde foram encontrados vestígios de cera. Geralmente estas velas chinesas eram moldadas em tubos de papel, usando papel de arroz enrolado para o pavio e cera de um inseto indígena que era combinado com sementes. No século XVIII, foram criadas novas velas chinesas que tinham pesos apoiados nos lados das velas - à medida que a vela derretia, os pesos caiam e faziam barulho quando tocavam em uma tigela. As velas japonesas eram feitas de cera extraída de nozes.
A cera da canela a ferver foi usada para as velas do templo na Índia. A manteiga de Iaque também foi usada para velas no Tibete.
Há um peixe chamado Eulachon ou "peixe-carvão-do-pacífico", um tipo de Osmerídeo que é encontrado de Oregon para o Alasca. Durante o século I d.C., os povos indígenas desta região usaram o óleo deste peixe para iluminação. Uma vela simples poderia ser feita colocando o peixe seco em um bastão bifurcado e depois acendendo-o.

## Idade Média

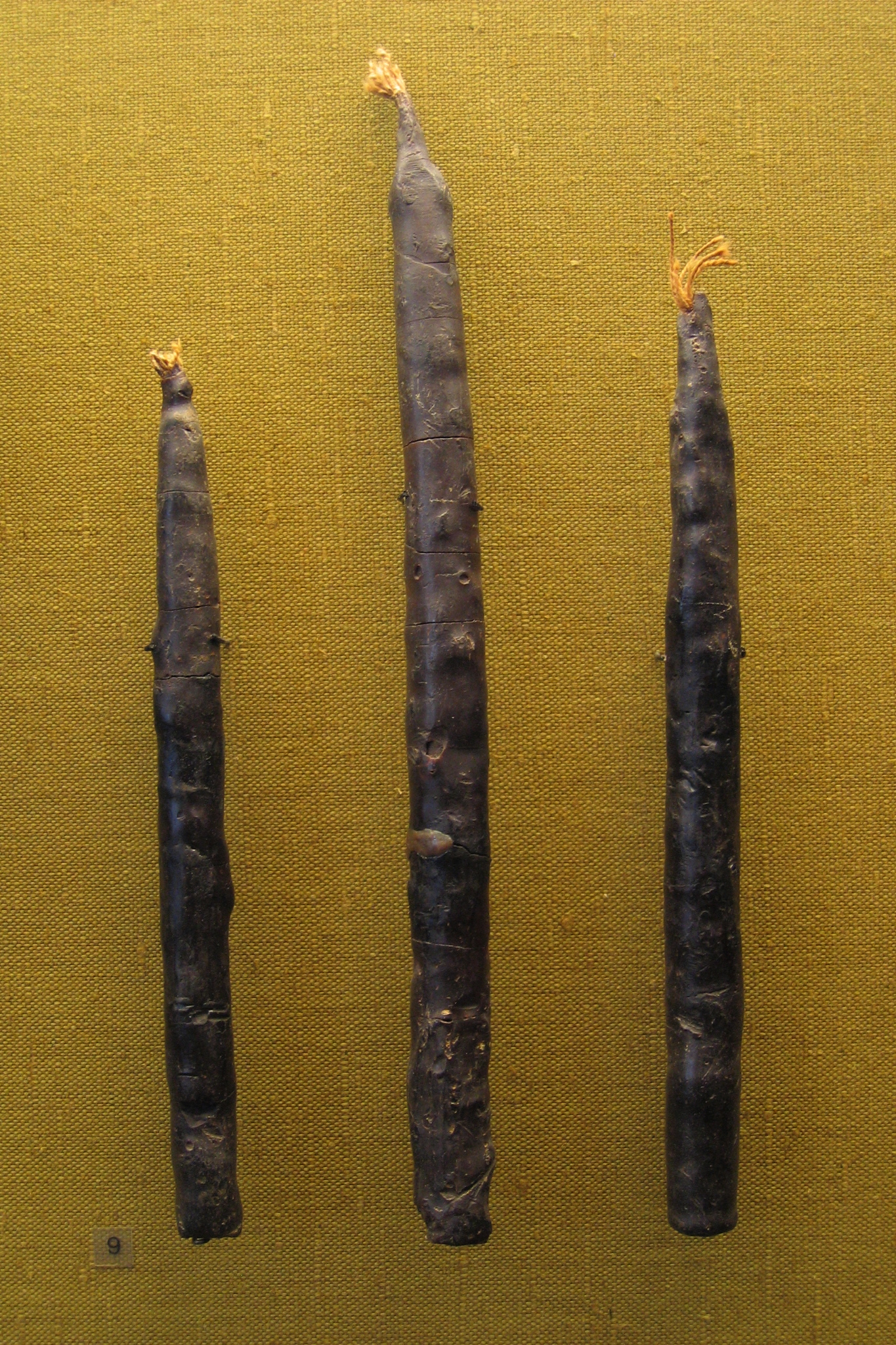
As mais velhas e sobreviventes velas feitas de cera de abelha, encontradas no norte dos Alpes no interior do cemitério alamânico de Oberflacht, Alemanha, produzidas aproximadamente entre os séculos VI e VII.

Após o colapso do império romano, as trocas comerciais produziram o azeite, o combustível mais comum para lâmpadas de óleo, indisponíveis em grande parte da Europa. Como consequência, as velas se tornaram mais utilizadas. Em contraste, no Norte de África e no Oriente Médio, a produção de velas permaneceu relativamente desconhecida devido à disponibilidade de azeite.
As velas eram comuns em toda a Europa na Idade Média. Os fabricantes de velas (conhecidos como ladrilhos) faziam velas de restos de gordura coletadas da cozinha ou vendiam suas próprias velas dentro de suas lojas. O comércio dos ladrilhos também é registrado pelo nome mais pitoresco de "smeremongere", uma vez que supervisionaram a fabricação de molhos, vinagre, sabão e queijo. A popularidade das velas é mostrada pelo seu uso nas Festas da Candelária e nas festividades de Santa Luzia.
O sebo, a gordura de vacas ou ovelhas, tornou-se o material padrão usado em velas na Europa. O cheiro desagradável das velas de sebo é causado devido à glicerina que elas contêm. O cheiro exalado durante o processo de fabricação era tão desagradável que foi banido por uma regulamentação em várias cidades europeias. Mais tarde, descobriram que a cera de abelha era uma excelente substância para a produção de velas sem o odor desagradável, mas permaneceu restrita em uso para os ricos e para igrejas e eventos reais, devido à sua grande despesa.
Na Inglaterra e na França, a fabricação de velas tornou-se artesanato do século XIII. A Tallow Chandlers Company foi fundada c. de 1300 em Londres, e em 1456 foi concedido um brasão. A Wax Chandlers Company, que data de cerca de 1330, adquiriu sua carta em 1484. Em 1415, as velas de sebo foram usadas na iluminação pública. O primeiro molde de velas surge no século XV em Paris.

## Era moderna

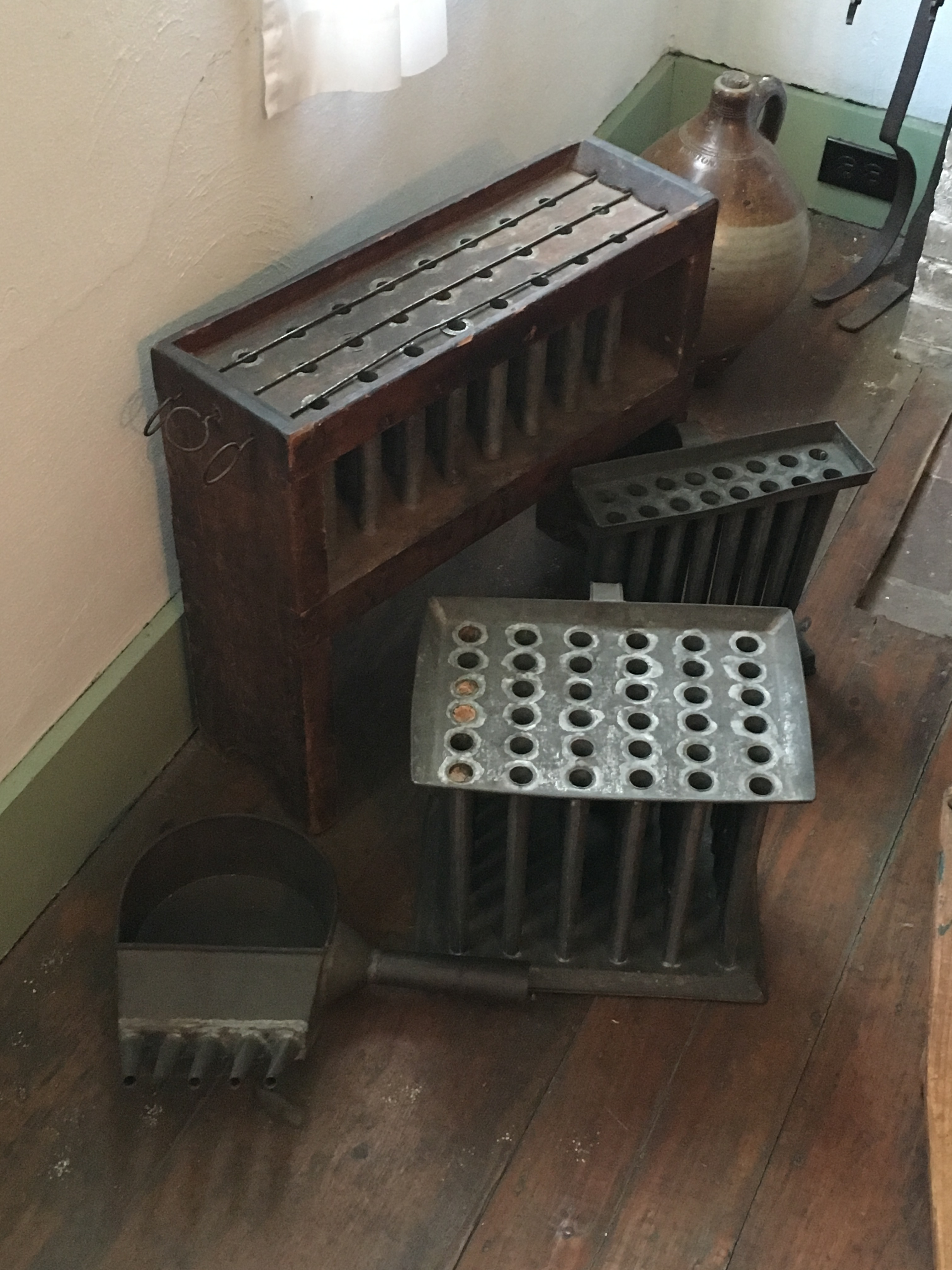
Moldes de vela cônica estilo "colonial".

Com o crescimento da indústria baleeira no século XVIII, o espermacete, um óleo que vem de uma cavidade da cabeça do cachalote, tornou-se uma substância amplamente utilizada para a fabricação de velas. O espermacete era obtido por cristalização do óleo do cachalote e foi a primeira substância da vela a ficar disponível em grande quantidades. Como a cera de abelha, a cera de espermacete não produzia um odor repugnante quando era queimada, e produzia uma luz significativamente mais brilhante. Também era mais rígido do que o sebo ou a cera de abelha, de modo que não se amoleceria ou se curvaria no calor do verão. As primeiras "velas padrão" eram feitas a partir de parafina de esperma.
Em 1800, uma alternativa ainda mais barata foi descoberta. O óleo de colza, derivado da Brassica rapa, era um óleo similar e derivado da colza, que fabricava velas que produziam chamas claras e sem fumaça. Os químicos franceses Michel Eugène Chevreul (1786-1889) e Louis Joseph Gay-Lussac (1778-1850) introduziram a estearina em 1825. Como o sebo, ela ela tinha origem animal, mas não continha glicerina.